# NGC 6440
NGC 6440 هي مجرة تتبع كوكبة الرامي. اكتشفها ويليام هيرشل في 28 مايو 1786.

## روابط خارجية
- NGC 6440 على موقع ويكي سكاي: DSS2, SDSS, GALEX, IRAS, Hydrogen α, X-Ray, Astrophoto, Sky Map, Articles and images